# Hans Büchenbacher
Hans Büchenbacher (* 12. September 1887 in Fürth; † 28. Juni 1977 in Arlesheim) war ein deutscher Philosoph und Anthroposoph.

## Leben und Wirken

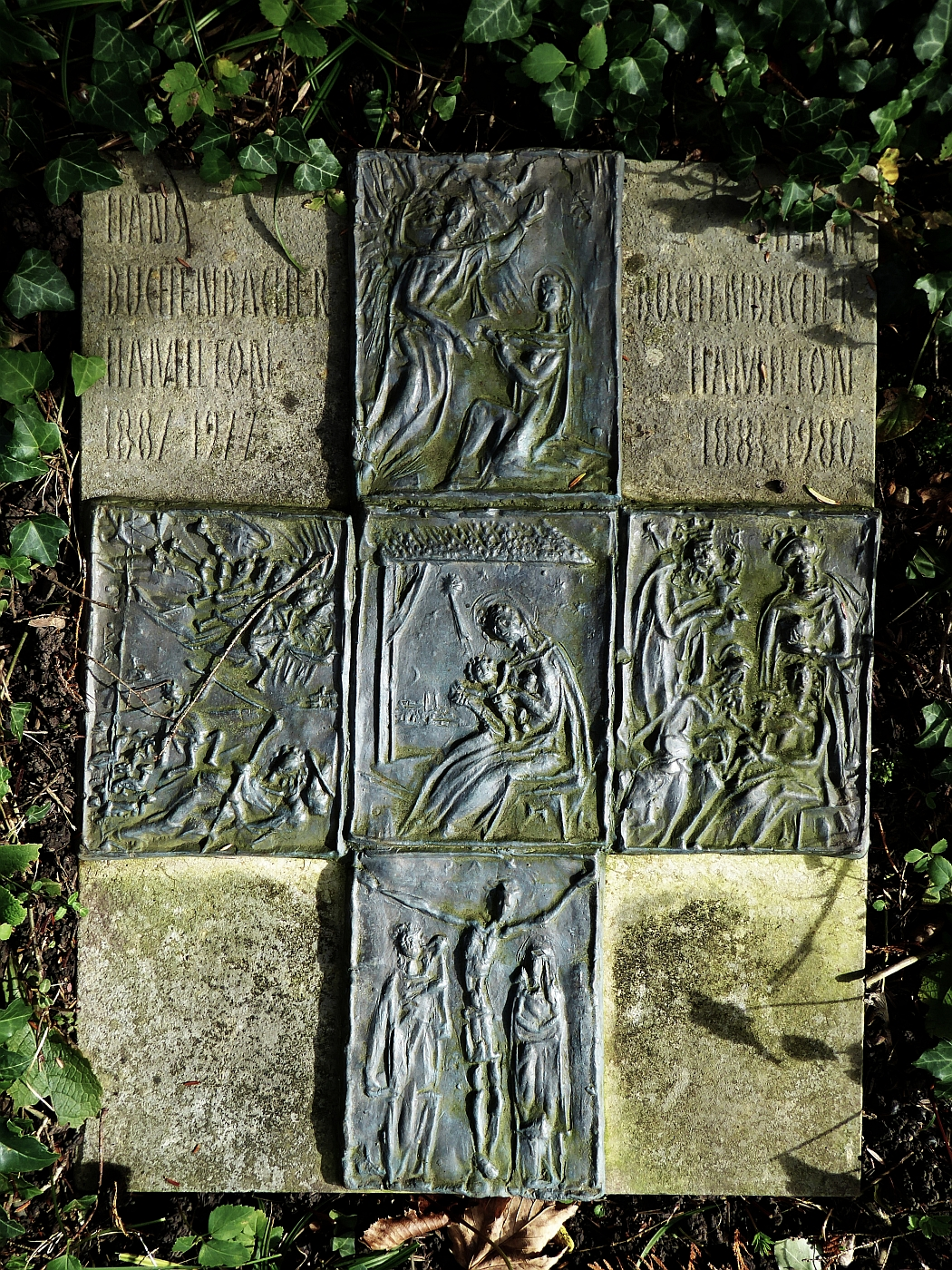
Grab auf dem Friedhof Bromhübel in Arlesheim, Basel-Land

Büchenbacher wurde 1887 als Sohn des Strafverteidigers und Justizrats Sigmund Büchenbacher (1861–1932) sowie von Katharina Büchenbacher, geb. Haubrich (1863–1941), in Fürth geboren. Er hatte zwei Schwestern, eine davon war die Pianistin und Gesangslehrerin Anna Büchenbacher (1890–1968). Nach dem Besuch eines humanistischen Gymnasiums studierte er Jurisprudenz, Philosophie und Psychologie an den Universitäten Erlangen und München. Während des Studiums hört er Vorträge von Rudolf Steiner, dem Begründer der Anthroposophie, von dem er erstmals 1910 im Münchener vegetarischen Restaurant „Fruchtkorb“ gehört hatte. 1911 wurde Büchenbacher in Erlangen mit einer Schrift „Über Gegenstandsforderungen in der Musik“ promoviert. Bis 1914 war er kurzzeitig im freistudentischen Umfeld Karl Korschs und Philipp Berlins aktiv. Im Ersten Weltkrieg diente er als Offizier an der Westfront. Nach dem Krieg engagierte er sich für die anthroposophische Gesellschaftsutopie der Sozialen Dreigliederung in München. 1920 wurde er ein persönlicher Schüler Rudolf Steiners, der ihn zum offiziellen Redner zur Propaganda der Dreigliederung berief. Der studierte Philosoph trat im Gegensatz zu vielen anderen Anthroposophen von Anfang an mit dem Anspruch auf, eine streng philosophische Interpretation der anthroposophischen Esoterik zu vertreten. 1922 versuchten rechte Gruppen, einen Vortrag Steiners in München gewaltsam zu unterbrechen. Der (bis 1923) in München wohnhafte Büchenbacher hatte die erfolgreiche anthroposophische Gegenwehr organisiert. 1922 setzte sich Büchenbacher auch für die anthroposophische Jugendbewegung ein. Er war maßgeblich an der Gründung einer „Freien Anthroposophischen Gesellschaft“ beteiligt, die aus dem Konflikt von älteren und jüngeren Anthroposophen hervorging. Als Steiner 1923 die Allgemeine Anthroposophischen Gesellschaft (AAG) neu gründete, nahm Büchenbacher als Delegierter teil. Von 1931 bis 1934 war er Vorsitzender der deutschen anthroposophischen Landesgesellschaft sowie Redakteur der Zeitschrift „Anthroposophie“.
Obwohl katholisch erzogen, wurde er von den Nationalsozialisten aufgrund der Abstammung seines Vaters als „Halbjude“ eingestuft. In seinen um 1970 niedergeschriebenen und postum veröffentlichten „Erinnerungen 1933-1949“ berichtete Büchenbacher mit großer Enttäuschung vom „Versagen“ der Anthroposophie „gegenüber dem antichristlichen Nationalsozialismus“. Er notierte, dass ungefähr „2/3 der Mitglieder“ der Anthroposophischen Gesellschaft „mehr oder weniger positiv zum Nationalsozialismus sich orientierten.“ Sogar innerhalb der Anthroposophischen Gesellschaft wurde ihm bald der Rücktritt nahegelegt. 1934 legte Büchenbacher daher den Vorstandsvorsitz nieder und trat 1935 aus dem Vorstand aus. Im selben Jahr wurde die Anthroposophische Gesellschaft in Deutschland verboten und Büchenbacher emigrierte 1936 in die Schweiz. In seinen „Erinnerungen“ berichtete er, dort ebenso wie von deutschen Anthroposophen antisemitisch angefeindet worden zu sein. Auch führende Anthroposophen wie Marie Steiner und Guenther Wachsmuth bezeichnete er als "pronazistisch". Die Memoiren werden von dem anthroposophischen Historiker Uwe Werner als „zuverlässig“ eingestuft. Er erlangte die Schweizer Staatsbürgerschaft und lebte bis zu seinem Tode in Arlesheim. Büchenbacher engagierte sich nach 1945 weiterhin für die Anthroposophie, allerdings nie wieder in der offiziellen Führungsebene. Er hielt stattdessen Vorträge, wie schon seit 1921, gründete eine Arbeitsgruppe für Philosophie und Psychologie am Goetheanum, engagierte sich in der anthroposophischen Studentenarbeit und gab „Abhandlungen zur Philosophie und Psychologie“ heraus, zu denen er jeweils auch selbst einen Aufsatz beitrug.
Büchenbacher war zweimal verheiratet –, in seiner zweiten Ehe mit der schwedischen Gräfin und Malerin Lilian Hamilton (1883–1980). Den Ehen entstammten je ein Sohn.

## Publikationen
- Über Gegenstandsforderungen der Musik.  R. Müller & Steinicke, München 1911.
- Der Christus-Impuls und das Ich. Eine erkenntnistheoretische Betrachtung. Manuskript Verlag, Breslau 1935.
- Natur und Geist. Grundzüge einer christlichen Philosophie. P. Haupt, Bern 1946.
- als Herausgeber: Abhandlungen zur Philosophie und Psychologie. 10 Hefte, Philosophisch-Anthroposophischer Verlag am Goetheanum, Dornach 1951–70.
- Die „Philosophie der Freiheit“ und die Gegenwart. Philosophisch-anthroposophischer Verlag am Goetheanum, Dornach 1962.
- Erfahrung und Denken in den vier Schichten der Wirklichkeit. Aufsätze, hrsg. von der philosophisch-anthroposophischen Arbeitsgemeinschaft Basel, Basel 1978.